# Гарлі Коклісс
Гарлі Коклісс (англ. Harley Cokeliss; 11 лютого 1945) — американський режисер, продюсер та сценарист.

## Біографія
Гарлі Коклісс народився 11 лютого 1945 року в Сан-Дієго штат Каліфорнія, виріс в штаті Іллінойс в Чикаго. У 1966 році він переїхав до Англії, щоб вчитися в кіношколі в Лондоні. У 70-ті роки він почав знімати власні документальні фільми як режисер, в тому числі «Chicago Blues» 1970 року, «It's Fantastic! It's Futuristic! It's Fatalistic! It's Science Fiction!» 1973 року, а також «The Need for Nightmare» 1974 року. З 1976 Коклісс починає працювати в кінобізнесі як сценарист. Бере участь як режисер другого плану в роботі над фільмом «Зоряні війни. Епізод V. Імперія завдає удару у відповідь» 1980 року. В 1981 році режисує науково-фантастичний фільм «Воєначальники 21-го століття». У 1986 році він зняв, за сценарієм Джона Карпентера, фільм «Схід Чорного Місяця» з Томмі Лі Джонсом, Ліндою Гамільтон і Робертом Воном в головних ролях. Через рік, знімає бойовик «Мелоун» з Бертом Рейнольдсом у головній ролі.
З початку 90-х років Коклісс в основному працює для телебачення, він зняв кілька телевізійних фільмів і численні епізоди телесеріалів, включаючи «Геркулес: Легендарні подорожі», «Ксена: принцеса-воїн», «Нові пригоди Робін Гуда», «Поліцейська розвідка 5: Нові професіонали», «Безсмертний», «Темний лицар».
Гарлі Коклісс є членом Гільдії режисерів Америки і Гільдії режисерів Великої Британії.

## Фільмографія
| Рік  |     | Українська назва                                         | Оригінальна назва                                   | Роль                         |
| ---- | --- | -------------------------------------------------------- | --------------------------------------------------- | ---------------------------- |
| 2010 | ф   | Паризькі зв'язки                                         | Paris Connections                                   | режисер                      |
| 2008 | в   | Кривава любов                                            | Love Lies Bleeding                                  | продюсер                     |
| 2002 | тф  | Ангел з майбутнього                                      | An Angel for May                                    | режисер, продюсер            |
| 2001 | с   | Безсмертний                                              | The Immortal                                        | режисер                      |
| 2000 | с   | Темний лицар                                             | Dark Knight                                         | режисер, продюсер, сценарист |
| 2000 | ф   | Пілігрим                                                 | Pilgrim (Inferno)                                   | режисер, продюсер, сценарист |
| 1999 | с   | Поліцейська розвідка 5: Нові професіонали                | CI5: The New Professionals                          | режисер                      |
| 1997 | тф  | Кільце з рубіном                                         | The Ruby Ring                                       | режисер                      |
| 1997 | с   | Нові пригоди Робін Гуда                                  | The New Adventures of Robin Hood                    | режисер                      |
| 1995 | с   | Ксена: принцеса-воїн                                     | Xena: Warrior Princess                              | режисер                      |
| 1995 | с   | Геркулес: Легендарні подорожі                            | Hercules: The Legendary Journeys                    | режисер                      |
| 1994 | тф  | Геркулес та жінки амазонки                               | Hercules and the Lost Kingdom                       | режисер                      |
| 1992 | ф   | Армія темряви                                            | Army of Darkness                                    | актор                        |
| 1988 | ф   | Демон снів                                               | Dream Demon                                         | режисер, сценарист           |
| 1987 | ф   | Мелоун                                                   | Malone                                              | режисер                      |
| 1986 | ф   | Схід «Чорного Місяця»                                    | Black Moon Rising                                   | режисер                      |
| 1982 | ф   | Воєначальники 21-го століття                             | Warlords of the 21st Century                        | режисер, сценарист, актор    |
| 1981 | док |                                                          | Of Muppets and Men: The Making of 'The Muppet Show' | режисер                      |
| 1980 | ф   | Зоряні війни. Епізод V. Імперія завдає удару у відповідь | Star Wars Episode V: The Empire Strikes Back        | режисер другого плану        |
| 1979 | ф   |                                                          | That Summer!                                        | режисер                      |
| 1977 | ф   |                                                          | The Glitterball                                     | режисер, сценарист           |
| 1976 | ф   |                                                          | The Battle of Billy's Pond                          | режисер, сценарист           |
| 1971 | кф  |                                                          | Crash!                                              | режисер                      |
| 1971 | ф   |                                                          | Six Reels of Film to Be Shown in Any Order          | помічник режисера            |
| 1970 | док | Чиказький Блюз                                           | Chicago Blues                                       | режисер                      |